# Каунсил (аэропорт, Аляска)
Аэропорт Каунсил (англ. Council Airport), (ИАТА: CIL, FAA LID: K29) — государственный гражданский аэропорт, расположенный в одной миле (1,8 километрах) к северу от центрального делового района Каунсил (Аляска), США.

## Операционная деятельность
Аэропорт Каунсил занимает площадь в 46 гектар, располагается на высоте 26 метров над уровнем моря и эксплуатирует одну взлётно-посадочную полосу:
- 10/28 размерами 914 x 18 метров с гравийным покрытием.[1]